# Король Анатолій Миколайович
Король Анатолій Миколайович (3 травня 1977, Колодіївка — 29 серпня 2015, Кастелло-ді-Чистерна) — українець, будівельник, який загинув в передмісті Неаполя, стримуючи грабіжників супермаркету. Жертовна смерть українця набула сильного розголосу в Італії та за її межами.

## Дитинство і родина
Анатолій Король народився в селянській родині на Поділлі у 1977 році. Батько, Микола, працював шофером в колгоспі села Колодіїівка, а згодом й на господарстві, а мати вела домашнє господарство та доглядала за дітьми.
Пішовши у сільську школу Анатолій вирізнявся спокійною вдачею та принциповістю. Після школи був призваний до лав української армії. Відслуживши він повернувся в рідне село.

## Вечір в супермаркеті
Виходячи з супермаркету, розташованого недалеко від його будинку, чоловік помітив злочинців, які приїхали на чорному мотоциклі, і, залишивши свої покупки і коляску з дитиною біля входу, повернувся в магазин, щоб спробувати запобігти пограбуванню.
Українець кинувся на одного з озброєних грабіжників. У цей момент інший злочинець кілька разів вистрілив чоловікові в груди на очах його дочки і клієнтів магазину, в основному, жінок і дітей.

## Розголос про вчинок українця
Про вчинок українця вперше повідав спільноті італійський письменник та журналіст Роберто Савіано, якого зворушила історія жертовності Анатолія, і збурило те, як її, наче рядову кримінальну хроніку, подала місцева преса. Невдовзі на цей пост відгукнулося багато італійців та довідалася українська громада, одна з найчисленніших в Неаполі, і карабінерам та урядникам довелося розповісти про цю подію детальніше й запевнити громадськість, що злочин буде розкрито.
Довідавшись про трагедію, українське консульство в Неаполі одразуж долучилося, щоби підтримати українську сім'ю. Поруч із розрадою, Надію Король було запевнено в підтримці і в найкоротші терміни підготували документи для перевезення тіла Анатолія в Україну для його поховання на батьківщині в селі Колодіїівка, що на Хмельниччині. Поруч із консульством свою громадську позицію підкреслила українська громада: розраджуючи дружину Надію, збираючи кошти для родини Королів та опікуючись ними.
Чимало італійців відгукнулося на трагедію, зі співчуттям та підтримкою. Власник мережі, тієї ж днини приніс символічну суму, яка була тоді в касі 1400 Євро, і запевнив в подальшій підтримці родини Король.

## Вшанування Анатолія Короля
Українці та італійці передмістя Неаполя, комуни Кастелло-ді-Чистерна, розчулені вчинком Анатолія Короля вшановували його квітами на порозі супермаркету та співчували в засобах інформації. Мерія комуни організувала 6 вересня, недільну церковну поминальну месу, в пам'ять про Анатолія Короля. Поминальне слово провадив єпископ Ноланськомий, монсеньйор Беньямоні де Пальма, наприкінці він закликав прихожан надати допомогу сім'ї покійного.
Після урочистої частини та поминальної служби громада комуни, разом із гостями, пройшлася центральною частиною містечка смолоскипною ходою.
30 вересня 2015 року стало відомо, що українець посмертно отримав найвищу цивільну нагороду Італії — Золоту медаль «За громадянську доблесть».
19 листопада 2015 року Президент України Порошенко Петро Олексійович під час офіційного візиту до Італії нагородив Анатолія Короля посмертно орденом «За мужність» III ступеня. Нагорода була передана вдові Анатолія Короля Надії.